# Journée de la Méditerranée
 (avril 2021).
Si vous disposez d'ouvrages ou d'articles de référence ou si vous connaissez des sites web de qualité traitant du thème abordé ici, merci de compléter l'article en donnant les références utiles à sa vérifiabilité et en les liant à la section « Notes et références ».
La Journée de la Méditerranée (également appelé Journée internationale pour la Méditerranée) est célébrée chaque année le 28 novembre. Elle vise à promouvoir une identité méditerranéenne commune, à renforcer les échanges interculturels et à valoriser la diversité culturelle, sociale et environnementale de la région. Cette journée est également l'occasion de mettre en lumière les efforts des citoyens, institutions et organisations œuvrant pour la coopération et l'intégration dans l'espace euro-méditerranéen.

## Histoire
La date du 28 novembre est choisie en hommage au Processus de Barcelone, lancé lors de la conférence euro-méditerranéenne des 27 et 28 novembre 1995. Ce processus a marqué le début d'un partenariat structuré entre l'Union européenne et douze pays du sud et de l'est de la Méditerranée, avec pour objectif de faire de la région un espace commun de paix, de stabilité et de prospérité partagée.
Le 28 novembre 2020, à l'occasion du 25e anniversaire du Processus de Barcelone, les 42 États membres de l'Union pour la Méditerranée proclament officiellement cette date comme la Journée internationale pour la Méditerranée.
Le 28 novembre 2022, la journée est célébrée pour la deuxième fois de l'histoire.

### Contexte géopolitique
La Journée de la Méditerranée s'inscrit dans le prolongement du Processus de Barcelone, qui jete les bases du Partenariat Euromed en 1995. Ce partenariat repose sur trois piliers :
- coopération politique et de sécurité ;
- coopération économique et financière ;
- coopération sociale, culturelle et humaine[4].

En 2008, ce processus est renforcé par la création de l'Union pour la Méditerranée, une organisation intergouvernementale réunissant 43 pays (les 27 États membres de l'UE et 16 pays du sud et de l'est de la Méditerranée) pour mettre en œuvre des projets concrets dans la région.

## Objectifs
La Journée de la Méditerranée poursuit plusieurs objectifs :
- Favoriser le dialogue entre les peuples des deux rives de la Méditerranée ;
- Promouvoir la coopération régionale dans les domaines politique, économique, social et environnemental ;
- Célébrer la richesse culturelle et historique de la région ;
- Encourager les initiatives citoyennes et les projets de développement durable.

## Manifestations et célébrations
Chaque année, des événements sont organisés dans les pays du bassin méditerranéen : expositions, festivals, conférences, tables rondes, projections de films, concerts entre autres. Ces manifestations visent à renforcer les liens entre les sociétés civiles, à valoriser les patrimoines partagés et à sensibiliser aux enjeux communs tels que le changement climatique, la migration, ou encore la jeunesse et l'emploi.

## Pays participants
Les 43 membres de l'Union pour la Méditerranée participent à la Journée de la Méditerranée. Ils comprennent :
- Les 27 États membres de l'Union européenne
- Les pays du sud et de l'est de la Méditerranée : Algérie, Égypte, Israël, Jordanie, Liban, Maroc, Mauritanie, Palestine, Tunisie, Turquie, Albanie, Bosnie-Herzégovine, Monaco, Monténégro, Macédoine du Nord, Serbie